# Hermandad del Prendimiento (Málaga)
La Cofradía del Prendimiento, cuya denominación oficial y completa es Fervorosa y Muy Ilustre Hermandad de Nuestro Padre Jesús del Prendimiento y María Santísima del Gran Perdón, es una cofradía malagueña, miembro de la Agrupación de Cofradías, que participa en la Semana Santa de Málaga.

## Historia
En 1925 se fundó esta Hermandad por un grupo de asentadores del mercado de Atarazanas en la Parroquia de Santo Domingo. En 1928 se bendijeron las imágenes del Señor y Judas que fueron destruidas en los sucesos de 1931. En 1948 la Hermandad se reorganizó en la Parroquia del Carmen y salió el Señor por primera vez un año más tarde. En 1957 la corporación se trasladó a su actual sede Canónica y bendijo la imagen de la Dolorosa, obra de Cabello Requena, que posteriormente restauró Juan Ventura en 1980 y, más adelante, la repolicromó García Palomo. Al año siguiente salió por primera vez «María Santísima del Gran Perdón». En 1961 se bendijo la nueva imagen del Señor, obra de Castillo Lastrucci, y en 2008-2009 la restauró y rehízo el cuerpo de la talla el imaginero malagueño Juan Manuel García Palomo. A mediados de los años 80 la Hermandad bendijo su Casa-Hermandad en C/ San Millán y salió por primera vez ese año desde allí.
El 11 de marzo de 2011, Jesús del Prendimiento presidió el Viacrucis Oficial de la Agrupación de Cofradías.

## Imágenes
Nuestro Padre Jesús del Prendimiento: la primitiva Imagen del Señor del Prendimiento es obra de Pedro Pérez Hidalgo (1949), actualmente se encuentra en la Casa de Hermandad, propiedad de la Cofradía. La actual Imagen es obra del imaginero Antonio Castillo Lastrucci (1961) y tiene similitud con la primera Imagen de la Hermandad, del mismo autor pero destruida en la quema de conventos de 1931. 
Maria Santísima del Gran Perdón: obra realizada en 1957, con el cambio de sede de la Hermandad a la Iglesia de la Divina Pastora y Santa Teresa de Jesús. Es obra del profesor granadino Andrés Cabello Requena, quien realizara la Imagen para la Hermandad en las dependencias de la Escuela Francisco Franco (actual Instituto de la Rosaleda) donde ejercía como docente.

## Tronos
Hay dos tronos: «el trono del Cristo» que lo diseñó Casielles y se hizo los talleres de orfebrería de Villarreal en 1965. Posteriormente fue restaurado por el taller de empleo en el año 2005 y «el trono de la Virgen» que se hizo en la orfebrería de Villarreal sobre un diseño de Casielles de 1975. Fue restaurado por el taller de empleo en el año 2006. Las barras del palio las hizo Emilio Méndez; el palio está bordado en oro sobre terciopelo azul y este trabajo se hizo en el taller de empleo. El manto bordado en oro sobre terciopelo azul diseñado por Casielles lo hicieron los Hermanos Rodríguez en el año 1964. Fue posteriormente restaurado por el taller de empleo en 2005.El trono de la Virgen volvió a ser restaurado y mejorado por los talleres de Emilio Méndez en 2.019.

## Principales Piezas Patrimoniales
En referencia a estoas dos imágenes, las piezas más ricas del patrimio de la hermandad son: la «Túnica del Señor» que está bordada en oro sobre terciopelo burdeos y fue obra de Salvador Oliver;  la «Corona de la Virgen» que es de plata sobredorada cuyo autor fue Alejandro Borrero y el «Manto de la Virgen», Uno de los más valiosos y antiguos de la Semana Santa en Málaga

## Jornada Mundial de la Juventud
El Cristo del Prendimento fue una de las quince tallas de toda España que participó en el Vía Crucis de las Jornada Mundial de la Juventud celebradas en Madrid en agosto de 2011 junto al Papa Benedicto XVI. Representó la estación del Vía Crucis número II, El beso de Judas.
El encuentro internacional de la XXIV Jornada Mundial de la Juventud Madrid 2011 tuvo lugar en la ciudad de Madrid, capital de España, del 16 al 21 de agosto de 2011. El tema de la «JMJ 2011» era: "Arraigados y edificados en Cristo, firmes en la fe" (cfr. Col 2, 7) y es un evento organizado por la Iglesia Católica que se celebra cada tres años con carácter internacional. Como preparación al encuentro, la Cruz de los Jóvenes y el Icono de la Virgen, símbolos de las JMJ, comenzaron con su habitual recorrido por las diócesis del país organizador, en este caso España, el 14 de septiembre de 2009 en Madrid. 
El Consejo Pontificio de los Laicos aprobó el 25 de mayo de 2010 la propuesta del Arzobispado de Madrid del Himno para la JMJ Madrid 2011. El compositor del himno era Enrique Vázquez Castro y el autor de la letra Mons. César Agusto Franco Martínez, obispo auxiliar de Madrid y Coordinador General de la JMJ Madrid 2011. Dicho himno se publicó en la web y se dio a conocer en un acto celebrado en la Almudena durante el 8 de noviembre de 2010. El viernes 19 de agosto se celebró un Vía Crucis, presidido por el Papa, por el centro de Madrid. Las escenas de la Pasión estuvieron representadas por diferentes tallas de distintos lugares del país como son las siguientes y por el orden indicado: 
La Santa Cena (Cofradía de Nuestro Padre Jesús. Murcia); el Prendimiento (Hermandad del Prendimiento. Málaga); las Negaciones de San Pedro (Orihuela. Alicante); Jesús sentenciado a muerte (Cristo de Medinaceli. Madrid); Nuestro Padre Jesús del Gran Poder (Madrid); Nuestro Padre Jesús de la Caída (Cofradía de la Caída. Úbeda, Jaén); el Cirineo ayuda a llevar la Cruz (Cofradía del Nazareno. León); el Cristo de la Candelaria (Jerez de la Frontera, Cádiz); Jesús Despojado (Granada); la Elevación de la Cruz (Zamora); el Cristo de la Buena Muerte y Ánimas (Congregación de Mena. Málaga); el Descendimiento (Cuenca); Jesús en brazos de su madre (Cofradía de la Piedad. Valladolid); Jesús es sepultado (Madrid) y María Santísima de Regla (Hermandad de Los Panaderos. Sevilla)

## Marchas dedicadas
Banda de Música:
- Himno a Jesús del Prendimiento, Perfecto Artola Prats (1985)
- El Prendimiento, Francisco Jesús Gil Valencia (1997)
- María Santísima del Gran Perdón, Francisco Almudéver Chardí (2000)
- Prendimiento, Gabriel Robles Ojeda (2000)
- Malagueña del Gran Perdón, Gabriel Robles Ojeda (2003)
- Gran Perdón, Gabriel Robles Ojeda (2007)
- Prendidos por su amor, Gabriel Robles Ojeda (2011)
- Una biznaga a tus pies, Gabriel Robles Ojeda (2012)
- Madre del Gran Perdón, Carlos Alberto Soto Escaño (2014)
- Gran Perdón Reina de Capuchinos, Juan Luis Leal Gallardo (2015)
- Capuchinera. Gustavo Adolfo Soto Hurtado (2016)
- La hora del Gran Perdón, José María Muñoz Cabrera (2016)
- Gran Perdón en el corazón, Gabriel Robles Ojeda (2022)

Cornetas  y Tambores:
- Jesús del Prendimiento, Alberto Escámez (1956)

Agrupación Musical:
- Prendido junto a la mar, Carlos Puelles (2008)
- Rey de Capuchinos, Felipe Trujillo Lira (2011)

## Recorrido oficial
| Predecesor: Huerto | Orden de entrada en el Recorrido Oficial (Domingo de Ramos) 9º lugar | Sucesor: Crucifixión (Lunes Santo) |